# Temple de Saint-Gervais
Pour les articles homonymes, voir Église Saint-Gervais.
Le temple de Saint-Gervais est un temple protestant situé sur le territoire de la ville de Genève, en Suisse. La paroisse est membre de l'Église protestante de Genève.

## Histoire
La première église construite sur les lieux date du IVe siècle et a été suivie par une église romane du Xe siècle qui sera profondément modifiée au cours du temps, en particulier à la suite d'un incendie en 1345 ; elle est totalement reconstruite à partir de 1436 et dédiée à Saint Gervais, donnant ainsi son nom au quartier qui l'entoure.
Lors de l'instauration de la Réforme protestante, l'édifice est dédié au culte protestant. Il est alors transformé avec l'installation d'une chaire dans la nef et de tribunes le long du flanc nord ; ces dernières seront détruites en 1903, à l'exception de l'une d'entre elles qui sera transformée en sacristie. En 1901, une importante restauration du bâtiment voit en particulier l'ajout de plusieurs vitraux dont celui d'Henri Demole sur le thème de l’Escalade.
Le bâtiment est inscrit comme bien culturel suisse d'importance nationale et est fréquemment utilisé comme salle de concerts.

## Site archéologique
Sous le temple se trouve un site archéologique également classé et comprenant les restes de l'édifice gallo-romain et de l'église paléochrétienne. Les fouilles ont été menées en deux étapes, de 1987 à 1994 puis de 2000 à 2005, sur une surface de près de 2 000 m2. L'ensemble est ouvert au public et peut être visité dans le cadre d'une promenade archéologique.